# Undecanal
L'undecanal és un compost orgànic de la classe dels aldehids que està constituït per una cadena lineal d’onze carbonis amb un grup carbonil en un dels seus extrems. La seva fórmula molecular és {\displaystyle {\ce {C11H22O}}}. És un component natural de la pell dels cítrics, del tabac i d'altres espècies. S’empra en perfumeria i com additiu alimentari. S’obté a partir de l'undecan-1-ol i de l'àcid undecanoic.

## Estat natural

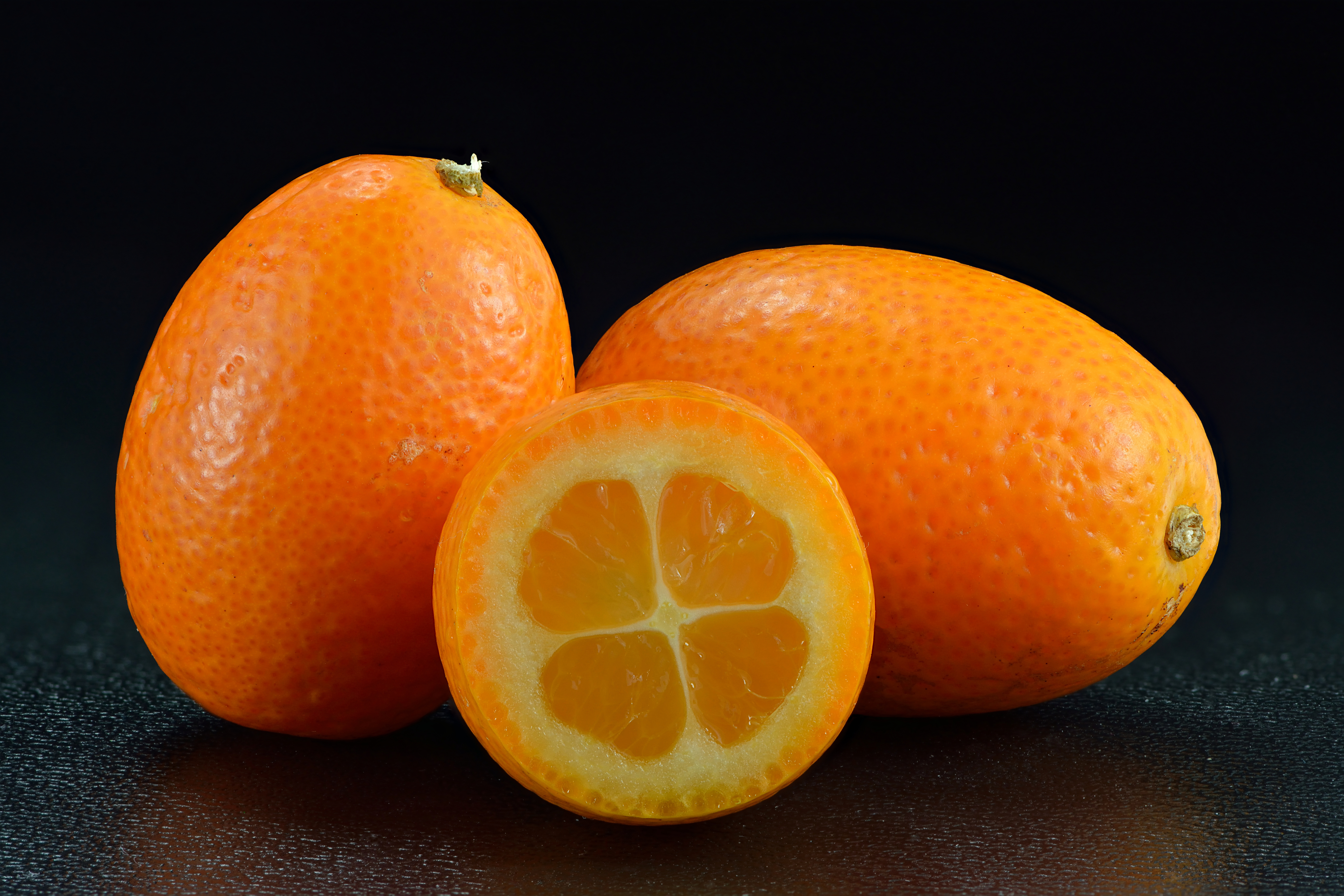
Cumquat.

S'ha trobat undecanal a l’oli de pell de taronja (Citrus sinensis), de taronja agra (Citrus aurantium subsp. amara), de mandarina (Citrus reticulata), de mandarina Satsuma (Citrus unshiu), de llimona dolça (Citrus × aurantifolia) premsada en fred, de cumquat (Citrus japonica), a la fulla de coriandre (Coriandrum sativum L.), de la sàlvia vermella (Salvia miltiorrhiza), de la sàlvia de Texas (Leucophyllum frutescens), a la flor de Jericó (Salvia cocinea Juss. ex Murr), a l’arròs perfumat cuit, i en carn de vedella cuinada i crua, en el seu greix, en carn de porc i altres fonts naturals. També s’ha trobat en el tabac i en el fum de tabac.

## Propietats
L’undecanal es presenta en forma de líquid incolor a lleugerament groc i olor dolça i grassa, amb notes de taronja i rosa. Té un punt de fusió de -4 °C, un d’ebullició de 223 °C, una densitat entre 0,825 i 0,832 g/cm3 a 25 °C i un índex de refracció d'1,430–1,435 a 20 °C. Tendeix a polimeritzar-se en contacte amb l’aire. És pràcticament insoluble en aigua i soluble en etanol i olis.

## Preparació
Com molts altres aldehids, l’undecanal es prepara per oxidació del corresponent alcohol, en aquest cas l'undecan-1-ol; o bé per reducció de l'àcid carboxílic adequat, aquí l'àcid undecanoic.

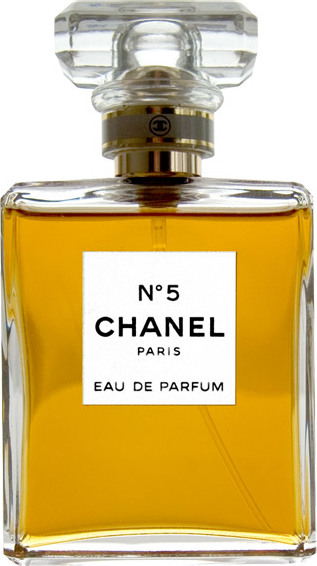
Chanel Nº5.

## Usos
L’undecanal s’empra majoritàriament com a aromatitzant en alimentació (begudes amb alcohol i sense, productes de forn, lactis congelats, gelatina, púdings, dolços suaus, etc.). Anualment se’n consumeixen uns 12 kg.
S’utilitza també en perfumeria en molt petites quantitats en perfums florals i per aportar aromes de taronja, llimona, mandarina, cogombre, mel, etc. i en altres productes com desodorants, etc. És un dels aldehids usats en la formulació del famós perfum Chanel Nº5 creat per Ernest Beaux el 1921.